# Seoksu-dong
Seoksu-dong (석수동, 石水洞) là phường của quận Manan trong thành phố Anyang, tỉnh Gyeonggi, Hàn Quốc. Nó chính thức chia thành Seoksu-1-dong, Seoksu-2-dong và Seoksu-3-dong.

## Liên kết
- Seoksu-1-dong Lưu trữ ngày 18 tháng 2 năm 2014 tại Wayback Machine (tiếng Hàn)
- Seoksu-2-dong Lưu trữ ngày 18 tháng 2 năm 2014 tại Wayback Machine (tiếng Hàn)
- Seoksu-3-dong Lưu trữ ngày 18 tháng 2 năm 2014 tại Wayback Machine (tiếng Hàn)